# فرانک شولزه
فرانک شولزه (انگلیسی: Frank Schulze؛ زادهٔ ۳۱ مارس ۱۹۷۰) بازیکن فوتبال اهل آلمان است.
از باشگاه‌هایی که در آن بازی کرده‌است می‌توان به باشگاه فوتبال اف‌سی فرانکفورت و باشگاه فوتبال دینامو درسدن اشاره کرد.
وی همچنین در تیم ملی فوتبال زیر ۲۱ سال آلمان بازی کرده‌است.